# Episodi di Danball senki W
Questa è una lista degli episodi dell'anime Danball senki W, seguito di Danball senki, serie doppiata in italiano con il titolo di Little Battlers eXperience. Questa seconda serie, di 58 episodi, è stata trasmessa in Giappone da TV Tokyo dal 18 gennaio 2012 al 20 marzo 2013, e in Italia su K2 dal 3 ottobre al 27 dicembre 2015, interrompendosi all'episodio 25, nonostante siano stati doppiati in italiano tutti gli episodi.

## Lista degli episodi
| Nº | Titolo italiano Giapponese 「Kanji」 - Rōmaji                                                 | In onda           | In onda          |
| Nº | Titolo italiano Giapponese 「Kanji」 - Rōmaji                                                 | Giapponese        | Italiano         |
| 1  | La rivolta degli LBX 「LBXの反乱」 - Eru-bī-ekkusu no hanran                                  | 18 gennaio 2012   | 3 ottobre 2015   |
| 2  | Battaglia a due 「バンとヒロ W出撃」 - Ban to Hiro daburu shutsugeki                          | 25 gennaio 2012   | 4 ottobre 2015   |
| 3  | Guerrieri eletti 「選ばれし戦士たち」 - Erabareshi senshi-tachi                               | 1º febbraio 2012  | 10 ottobre 2015  |
| 4  | Pericolo nei cieli 「空の上の危機」 - Sora no ue no kiki                                      | 8 febbraio 2012   | 11 ottobre 2015  |
| 5  | Una corsa contro il tempo 「Nシティ大捜査線」 - Enu-shiti dai sōsa sen                        | 15 febbraio 2012  | 17 ottobre 2015  |
| 6  | Il lancio dell'Anatra Shuttle 「ダックシャトル発進」 - Dakku Shatoru hasshin                  | 22 febbraio 2012  | 18 ottobre 2015  |
| 7  | Rincontro a Torre drago 「ドラゴンタワーの再会」 - Doragon Tawā no saikai                     | 29 febbraio 2012  | 24 ottobre 2015  |
| 8  | Amy, il nemico 「敵になったアミ」 - Teki ni natta Ami                                         | 7 marzo 2012      | 25 ottobre 2015  |
| 9  | Infiltrati nella F.i. LBX 「潜入 オメガダイン」 - Sennyū - Omega Dain                         | 14 marzo 2012     | non trasmesso    |
| 10 | Il giocatore mascherato ipnotizzato 「仮面のスレイブ・プレイヤー」 - Kamen no Sureibu Pureiyā | 21 marzo 2012     | 1º novembre 2015 |
| 11 | Il potere dell'eroe 「ヒロに眠る力」 - Hiro ni nemuru chikara                                 | 4 aprile 2012     | 8 novembre 2015  |
| 12 | Battaglia a 500 chilometri orari 「時速500kmの激闘」 - Jisoku gohyaku kiro no gekitō          | 11 aprile 2012    | 14 novembre 2015 |
| 13 | La selvaggia Angra Texas 「荒野のアングラテキサス」 - Kōya no Angura Tekisasu                 | 18 aprile 2012    | 15 novembre 2015 |
| 14 | Hiro contro Ran 「激突 ヒロVSラン」 - Gekitotsu - Hiro tai Ran                                | 25 aprile 2012    | 21 novembre 2015 |
| 15 | Battaglia a tre 「決闘 トライアングル」 - Kettō - Toraianguru                                 | 2 maggio 2012     | 22 novembre 2015 |
| 16 | L'impressionante gatto vampiro 「衝撃のヴァンパイアキャット」 - Shōgeki no Vanpaia Kyatto     | 9 maggio 2012     | 29 novembre 2015 |
| 17 | Salviamo il presidente 「大統領を守れ」 - Daitōryō o mamore                                   | 16 maggio 2012    | 30 novembre 2015 |
| 18 | Le battaglie ad Artemis 「アルテミス攻防戦」 - Arutemisu kōbōsen                              | 16 maggio 2012    | 5 dicembre 2015  |
| 19 | Van contro Hiro 「決戦 バンVSヒロ」 - Kessen - Ban tai Hiro                                   | 23 maggio 2012    | 6 dicembre 2015  |
| 20 | A chi, la vittoria? 「栄冠は誰の手に」 - Eiran wa dare no te ni                               | 30 maggio 2012    | 12 dicembre 2015 |
| 21 | Un duro allenamento 「史上最大の特訓」 - Shijō saidai no tokkun                               | 6 giugno 2012     | 13 dicembre 2015 |
| 22 | Battaglia nella Torre dell'Orologio 「時計台の対決」 - Tokeidai no taiketsu                   | 13 giugno 2012    | 19 dicembre 2015 |
| 23 | Il terribile LBX Slayer 「戦慄のLBXキラー」 - Senritsu no Eru-bī-ekkusu kirā                  | 20 giugno 2012    | 20 dicembre 2015 |
| 24 | Sigma Orbis 「驚愕合体 Σオービス」 - Ky ōgaku dattai - Shiguma Ōbisu                          | 27 giugno 2012    | 26 dicembre 2015 |
| 25 | L'LBX dell'amicizia 「友情と絆のLBX」 - Yūjō to kizuna no Eru-bī-ekkusu                       | 4 luglio 2012     | 27 dicembre 2015 |
| 26 | I magnifici giocatori 「華麗なるプレイヤーたち」 - Karei naru pureiyā-tachi                   | 11 luglio 2012    | non trasmesso    |
| 27 | 「大切なもの LBX」 - Taisetsu na mono - Eru-bī-ekkusu                                         | 18 luglio 2012    | -                |
| 28 | 「支配された街」 - Shihai sareta machi                                                        | 25 luglio 2012    | -                |
| 29 | 「ディテクター その真実」 - Ditekutā - Sono shinjitsu                                         | 1º agosto 2012    | -                |
| 30 | 「父と子のLBX」 - Chichi to ko no Eru-bī-ekkusu                                               | 15 agosto 2012    | -                |
| 31 | 「海に浮かぶ要塞」 - Umi ni ukabu yōsai                                                       | 22 agosto 2012    | -                |
| 32 | 「キラードロイドを討て」 - Kirā Doroido o ute                                                 | 29 agosto 2012    | -                |
| 33 | 「パラダイスの秘密」 - Paradaisu no himitsu                                                   | 5 settembre 2012  | -                |
| 34 | 「潜入、国防基地」 - Sennyū, kokubō kichi                                                     | 12 settembre 2012 | -                |
| 35 | 「脅威のLBX プロト・I」 - Kyōi no Eru-bī-ekkusu Puroto Ai                                     | 19 settembre 2012 | -                |
| 36 | 「宇宙への発進」 - Uchū e no hasshin                                                          | 3 ottobre 2012    | -                |
| 37 | 「イカロスの降臨」 - Ikarosu no kōrin                                                         | 10 ottobre 2012   | -                |
| 38 | 「パラダイスを攻略せよ」 - Paradaisu o kōryaku seyo                                           | 17 ottobre 2012   | -                |
| 39 | 「究極の力、ゼウス」 - Kyūkyoku no chikara, Zeusu                                             | 24 ottobre 2012   | -                |
| 40 | 「アダムとイブの覚醒」 - Adamu to Ibu no kakusei                                              | 31 ottobre 2012   | -                |
| 41 | 「破滅へのカウントダウン」 - Hametsu e no kauntodaun                                          | 7 novembre 2012   | -                |
| 42 | 「イナダン秋の爆熱合体スペシャル」 - Inadan aki no bakunetsu gattai supesharu                 | 21 novembre 2012  | -                |
| 43 | 「光る目の少年」 - Hikaru me no shōnen                                                        | 28 novembre 2012  | -                |
| 44 | 「空飛ぶ悪魔」 - Soratobu akuma                                                               | 5 dicembre 2012   | -                |
| 45 | 「パーフェクトワールド」 - Pāfekuto Wārudo                                                    | 12 dicembre 2012  | -                |
| 46 | 「究極のプロトタイプ」 - Kyūkyoku no purototaipu                                              | 19 dicembre 2012  | -                |
| 47 | 「設計図を手に入れろ」 - Sekkeizu o te ni irero                                               | 26 dicembre 2012  | -                |
| 48 | 「必殺 ルミナスシューター」 - Hissatsu - Ruminasu Shūtā                                       | 9 gennaio 2013    | -                |
| 49 | 「坑道内の死闘」 - Kōdō-nai no shitō                                                          | 16 gennaio 2013   | -                |
| 50 | 「LBXの消えた街」 - Eru-bī-ekkusu no kieta machi                                              | 23 gennaio 2013   | -                |
| 51 | 「超完成 オーレギオン」 - Chō kansei - Ō Region                                               | 30 gennaio 2013   | -                |
| 52 | 「希望のLBX」 - Kibō no Eru-bī-ekkusu                                                         | 6 febbraio 2013   | -                |
| 53 | 「突入 ディスティニーゲート」 - Totsunyū - Disutinī Gēto                                      | 13 febbraio 2013  | -                |
| 54 | 「ミゼルの秘密」 - Mizeru no himitsu                                                          | 20 febbraio 2013  | -                |
| 55 | 「誕生 2つの力」 - Tanjō - Futatsu no chikara                                                 | 27 febbraio 2013  | -                |
| 56 | 「邪悪なる審判」 - Jaaku aru shinpan                                                          | 6 marzo 2013      | -                |
| 57 | 「最終決戦トキオシティ」 - Saishū kessen Tokio Shiti                                          | 13 marzo 2013     | -                |
| 58 | 「LBXよ 永遠に」 - Eru-bī-ekkusu yo - Eien ni                                                 | 20 marzo 2013     | -                |